# Bertrand Marchal (dessinateur)
Pour les articles homonymes, voir Bertrand Marchal (éditeur) et Marchal.
Bertrand Marchal, né le 1er mai 1974 à Verviers dans la province de Liège, est un dessinateur réaliste belge francophone de bande dessinée.

## Biographie
Bertrand Marchal naît le 1er mai 1974 à Verviers, dont le père est historien. Il étudie à l'École de recherche graphique de Bruxelles, ses cours de dessin sont donnés par Alain Goffin, Gérard Goffaux et Olivier Grenson, puis il fait son entrée dans Spirou en 1998 et ce après avoir emporté un concours organisé par la Région wallonne avec 3 planches, façon Sempé, où il réalise quelques gags sur des scénarios de Jean-Michel Thiriet ou de Jean-Louis Janssens et courts récits sur des scénarios de Fabien Vehlmann ou de Vincent Zabus jusqu'en 2001. Il devient l'assistant de Magda en se chargeant des décors des tomes 8 et 9 de la série Charly de 1999 à 2000. Il lance le triptyque Les Châtiments de l'An Mil, une bande dessinée historique sur un scénario de Toldac dans collection « Vécu » aux éditions Glénat en 2001 et qui s'achève en 2003. Puis en 2005, vient le début d'une association avec le scénariste Rodolphe, ensemble ils réalisent la série Frontière qui compte cinq albums et qui s'échelonne jusqu'en 2007 dans la collection « Polyptyque » aux éditions Le Lombard. Le duo change d'éditeur pour Le Village, un haletant récit d’espionnage inspiré de la série télévisée Le Prisonnier, un triptyque dans la collection « Focus » chez Bamboo Édition de 2008 à 2011. Ensuite, Leo les rejoint pour Namibia, la deuxième saison de Kenya, une série en cinq tomes publiée de 2010 à 2015 aux éditions Dargaud et reprise en intégrale en 2018. La série est un succès éditorial et Laurent Turpin de BDzoom nous apprend que la série s'est vendue à 247 000 exemplaires en avril 2018. Ils enchaînent avec la troisième saison, intitulée Amazonie dont les cinq épisodes sont publiés de 2016 à 2020, le dernier épisode étant tiré à 35 000 exemplaires et figure parmi les meilleures ventes de la semaine du 26 février 2020. Entretemps, il réalise aussi Memphis avec Rodolphe, 3 albums publiés chez Glénat de 2013 à 2016.
En 2021, il dessine un one shot de science-fiction L'Homme qui inventait le monde avec Rodolphe seul comme scénariste aux éditions Dargaud en 2021.
Après le Kenya, la Namibie et l'Amazonie, les aventures de Kathy Austin — l'agent du MI6 — se poursuivent cette fois en Écosse dont le tome 1 de ce nouveau cycle intitulé Scotland paraît en mars 2022, au tirage de 45 000 exemplaires. Les trois premiers tomes de la série s'étant vendus à 90 000 exemplaires, il sort le quatrième et avant-dernier volet au tirage de 30 000 exemplaires en 2025,.
Par ailleurs, Marchal collabore aussi régulièrement dans un style humoristique aux publications du groupe Bayard telles Je bouquine.
Marchal contribue à divers collectifs 31 Place de Brouckère (1994), La Vie de Jésus (Bayard Jeunesse, 2005), Saint Martin, Saint Augustin, Saint Dominique (Bayard Jeunesse, 2006).
Selon Philippe Tomblaine qui étudie son art dans un article paru sur BDzoom le 18 février 2020 : « Si l’on pouvait reprocher à ce dernier un trait évidemment moins assuré que celui de son mentor, force est de reconnaître que dessins, découpage et style ont pris de la vigueur au fil des albums et des cycles [...] ».

## Publications

### Albums de bande dessinée
Charly
- 8. Les Yeux de feu, Dupuis, coll. « Repérages », Marcinelle, 1999
Scénario : Denis Lapière - Dessin : Magda - Couleurs : Scarlett - (ISBN 2-8001-2847-X),décors de Bertrand Marchal.
- 9. Messages d'outre-temps, Dupuis, coll. « Repérages », Marcinelle, 2000
Scénario : Denis Lapière - Dessin et couleurs : Magda - (ISBN 2-8001-2980-8),décors de Bertrand Marchal.

#### Les Châtiments de l'An Mil
- 1. La Troisième Tombe[23],[24], Glénat, coll. « Vécu », Grenoble, septembre 2001
Scénario : Toldac - Dessin : Bertrand Marchal - Couleurs : quadrichromie -  (ISBN 2-7234-3534-2)
- 2. Visions d'apocalypse[25], Glénat, coll. « Vécu », Grenoble, octobre 2002
Scénario : Toldac - Dessin : Bertrand Marchal - Couleurs : quadrichromie -  (ISBN 2-7234-3810-4)
- 3. Pierre de sang[26],[27], Glénat, coll. « Vécu », Grenoble, septembre 2003
Scénario : Toldac - Dessin : Bertrand Marchal - Couleurs : quadrichromie -  (ISBN 2-7234-4272-1)

#### Frontière
- 1. Souviens-toi[5],[28], Le Lombard, coll. « Polyptyque », Bruxelles, octobre 2005
Scénario : Rodolphe - Dessin : Bertrand Marchal - Couleurs : Scarlett Smulkowski -  (ISBN 2-8036-2078-2)
- 2. Le Temps perdu[29], Le Lombard, coll. « Polyptyque », Bruxelles, octobre 2006
Scénario : Rodolphe - Dessin : Bertrand Marchal - Couleurs : Scarlett Smulkowski -  (ISBN 2-8036-2205-X)
- 3. Post mortem[30],[31], Le Lombard, coll. « Polyptyque », Bruxelles, avril 2007
Scénario : Rodolphe - Dessin : Bertrand Marchal - Couleurs : Sylvaine Scomazzon -  (ISBN 978-2-8036-2256-6)
- 4. Oublie tout[32],[33], Le Lombard, coll. « Polyptyque », Bruxelles, décembre 2007
Scénario : Rodolphe - Dessin : Bertrand Marchal - Couleurs : Éric Thiry -  (ISBN 978-2-8036-2298-6)

#### Le Village
- 1. L'Ingénieur[6],[34], Bamboo Édition, coll. « Focus », Charnay-lès-Mâcon, novembre 2008
Scénario : Rodolphe - Dessin : Bertrand Marchal - Couleurs : Sébastien Bouët -  (ISBN 978-2-350-78551-6)
- 2. Rockstar[35], Bamboo, coll. « Focus », Charnay-lès-Mâcon, 25 novembre 2009
Scénario : Rodolphe - Dessin : Bertrand Marchal - Couleurs : Sébastien Bouët -  (ISBN 978-2-350-78722-0)
- 3. La Princesse blanche[36], Bamboo, coll. « Focus », Charnay-lès-Mâcon, 29 juin 2011
Scénario : Rodolphe - Dessin : Bertrand Marchal - Couleurs : Sébastien Bouët -  (ISBN 978-2-350-78788-6)

#### Kenya
- Namibia (Kenya - Saison 2, scénario de Leo et Rodolphe, dessin de Bertrand Marchal, Dargaud :
- 1. Épisode 1[37],[38], Dargaud, Paris, 12 mars 2010
Scénario : Leo et Rodolphe - Dessin : Bertrand Marchal - Couleurs : Sébastien Bouët -  (ISBN 978-2-205-06085-0)
- 2. Épisode 2[39],[40],[41], Dargaud, Paris, novembre 2010
Scénario : Leo et Rodolphe - Dessin : Bertrand Marchal - Couleurs : Sébastien Bouët -  (ISBN 978-2-205-06784-2)
- 3. Épisode 3[42],[40],[43], Dargaud, Paris, 13 avril 2012
Scénario : Leo et Rodolphe - Dessin : Bertrand Marchal - Couleurs : Sébastien Bouët, Philippe Ravon -  (ISBN 978-2-205-06784-2)
- 4. Épisode 4[8],[44], Dargaud, Paris, 6 septembre 2013
Scénario : Leo et Rodolphe - Dessin : Bertrand Marchal - Couleurs : Sébastien Bouët -  (ISBN 978-2-205-06863-4)
- 5. Épisode 5[45], Dargaud, Paris, 13 février 2015
Scénario : Leo et Rodolphe - Dessin : Bertrand Marchal - Couleurs : Sébastien Bouët -  (ISBN 978-2-205-07284-6)
- Int. Intégrale, Dargaud, Paris, 23 février 2018
Scénario : Leo et Rodolphe - Dessin : Bertrand Marchal - Couleurs : Sébastien Bouët -  (ISBN 978-2-205-07770-4)

- Amazonie (Kenya - Saison 3), scénario de Leo et Rodolphe, dessin de Bertrand Marchal, Dargaud :
- 1. Épisode 1[10],[46], Dargaud, Paris, 23 septembre 2016
Scénario : Leo et Rodolphe - Dessin : Bertrand Marchal - Couleurs : Sébastien Bouët -  (ISBN 978-2-205-07434-5)
- 2. Épisode 2[47],[48], Dargaud, Paris, 25 août 2017
Scénario : Leo et Rodolphe - Dessin : Bertrand Marchal - Couleurs : Sébastien Bouët -  (ISBN 978-2-205-07671-4)
- 3. Épisode 3[49],[9], Dargaud, Paris, 13 avril 2018
Scénario : Leo et Rodolphe - Dessin : Bertrand Marchal - Couleurs : Sébastien Bouët -  (ISBN 978-2-205-07772-8)
- 4. Épisode 4[50],[51], Dargaud, Paris, 15 février 2019
Scénario : Leo et Rodolphe - Dessin : Bertrand Marchal - Couleurs : Sébastien Bouët -  (ISBN 978-2-205-07928-9)
- 5. Épisode 5[52],[11], Dargaud, Paris, 14 février 2020
Scénario : Leo et Rodolphe - Dessin : Bertrand Marchal - Couleurs : Sébastien Bouët -  (ISBN 978-2-205-08171-8)
- Int. Les Missions fantastiques de Kathy Austin[53], Dargaud, Paris, 3 février 2023
Scénario : Leo et Rodolphe - Dessin : Bertrand Marchal - Couleurs : Sébastien Bouët -  (ISBN 978-2-205-20647-0)

- Scotland (Kenya - Saison 4), scénario de Leo et Rodolphe, dessin de Bertrand Marchal, Dargaud :
- 1. Épisode 1[54],[55], Dargaud, Paris, 18 mars 2022
Scénario : Leo et Rodolphe - Dessin : Bertrand Marchal - Couleurs : Sébastien Bouët -  (ISBN 9782205089950)
- 2. Épisode 2[56],[57], Dargaud, Paris, 3 février 2023
Scénario : Leo et Rodolphe - Dessin : Bertrand Marchal - Couleurs : Sébastien Bouët -  (ISBN 978-2-205-20451-3)
- 3. Épisode 3[58], Dargaud, Paris, 26 février 2024
Scénario : Leo et Rodolphe - Dessin : Bertrand Marchal - Couleurs : Sébastien Bouët -  (ISBN 978-2-205-20840-5)
- 4. Épisode 4[19],[59],[60],[61], Dargaud, Paris, 7 février 2025
Scénario : Leo et Rodolphe - Dessin : Bertrand Marchal - Couleurs : Sébastien Bouët -  (ISBN 978-2-205-21242-6)

#### Memphis
- 1. Le Monde truqué[62],[13], Glénat, Grenoble, 25 septembre 2013
Scénario : Rodolphe - Dessin : Bertrand Marchal - Couleurs : Sébastien Bouët -  (ISBN 978-2-7234-8689-7)
- 2. La Ville morte, Glénat, Grenoble, 27 août 2014
Scénario : Rodolphe - Dessin : Bertrand Marchal - Couleurs : Sébastien Bouët -  (ISBN 978-2-344-00206-3)
- 3. Le Pays sans nom[63],[14], Glénat, Grenoble, 3 février 2016
Scénario : Rodolphe - Dessin : Bertrand Marchal - Couleurs : Sébastien Bouët -  (ISBN 978-2-344-01033-4)
- Int. Memphis, Glénat, Grenoble, 22 mai 2024
Scénario : Rodolphe - Dessin : Bertrand Marchal - Couleurs : Sébastien Bouët -  (ISBN 978-2-344-06361-3)

- L'Homme qui inventait le monde[15], scénario de Rodolphe, Dargaud, 2021  (ISBN 9782205083767)

### Collectifs
- 31 Place de Brouckère[64], Académie des Arts de Woluwe-Saint-Pierre, Woluwe-Saint-Pierre, 1994
Scénario : collectif dont Johan Massez - Dessin : collectif dont Bertrand Marchal - Couleurs : noir et blanc — Tirage à 500 exemplaires.

#### Les Chercheurs de Dieu
- 15. Saint Martin, Saint Augustin, Saint Dominique, Bayard Jeunesse, février 2006
Scénario : Benoît Marchon et Monique Scherrer - Dessin : collectif dont Bertrand Marchal - Couleurs : quadrichromie -  (ISBN 2-7470-1676-5)
- 20. La Vie de Jésus, Bayard Jeunesse, février 2005
Scénario : Bénédicte Jeancourt  - Dessin : Bertrand Marchal - Couleurs : Clémence Sapin -  (ISBN 2-7470-1468-1),Réédition en 2012 avec un autre visuel de couverture.  (ISBN 978-2-7470-4016-7)

#### Livres
: document utilisé comme source pour la rédaction de cet article.
- Jacques Fiérain, « Marchal, Bertrand », dans La BD dans les provinces de Liège, Namur et Luxembourg, Charleroi, Éd. l'Âge d'or, 2004, 112 p., ill. ; 31 cm (ISBN 9782960019698, OCLC 470388297, présentation en ligne), p. 71.
- Philippe Mellot, Michel Denni, Laurent Turpin et Isabelle Morzadec, Trésors de la bande dessinée : BDM 2022-2023 - Catalogue encyclopédique et Argus, Paris, Les Arènes, novembre 2022, 23e éd., 1677 p., ill. ; 23 cm (ISBN 9791037507280, OCLC 1351462460, présentation en ligne), p. 276, 279, 521, 560, 607, 705, 1434, 1439. .

#### Périodiques
- Alexandra Chaignon, « Le premier coup de pinceau de Bertrand Marchal », Vécu, Glénat, no 27,‎ septembre 2001, p. 53
- Laurent Turpin, « Grand portrait : Bertrand Marchal », BDzoom,‎ 16 novembre 2005 (lire en ligne, consulté le 17 janvier 2023).

#### Articles
- Rodolphe et Bertrand Marchal (interviewés par Brieg F. Haslé), « Entretien avec Rodolphe et Bertrand Marchal », Auracan,‎ octobre 2005 (lire en ligne, consulté le 17 janvier 2023).

#### Émissions de télévision
- BD : l'inquiétante Amazonie de Bertrand Marchal sur VEDIA, présentation : Urbain Ortmans (4 min 6 s), 13 octobre 2016.